# یوزو تاشیرو
یوزو تاشیرو (به انگلیسی: Yuzo Tashiro) بازیکن فوتبال اهل ژاپن و عضو تیم ملی فوتبال ژاپن است که در تاریخ ۱۷ فوریه ۲۰۰۸ میلادی اولین بازی ملی‌اش را انجام داد. او در ۳ بازی ملی حضور داشت و آخرین بازی ملی خود را در تاریخ ۲۳ فوریه ۲۰۰۸ میلادی انجام داد. یوزو تاشیرو در بازی‌های ملی‌اش
گلی به ثمر نرساند.